# The Monk and the Gun
The Monk and the Gun is een Bhutaanse film uit 2023 geregisseerd, geschreven en mede geproduceerd door Pawo Choyning Dorji. 

## Verhaal
In 2006, het Koninkrijk Bhutan streeft naar democratisering en bereidt zich voor op verkiezingen. Als onderdeel van een trainingsoefening organiseren overheidsfunctionarissen een schijnverkiezing. In het stadje Ura geeft een oude lama opdracht aan een monnik om wapens te verkrijgen in anticipatie op de aanstaande verandering in het koninkrijk. Ondertussen arriveert een Amerikaanse verzamelaar van antieke wapens in Bhutan op zoek naar een waardevol geweer dat in handen komt van de monnik.

## Rolverdeling
- Harry Einhorn als Ron Colman
- Tandin Wangchuk als Tashi
- Deki Lhamo als Tshomo
- Pema Zangmo Sherpa als Tshering Yangden
- Tandin Sonam als Benji
- Choeying Jatsho als Choephel
- Tandin Phubz als Phurba
- Yuphel Lhendup Selden
- Kelsang Choejay

## Release en ontvangst
The Monk and the Gun ging op 1 september 2023 in première op het Filmfestival van Telluride. De film werd geselecteerd als Bhutaanse inzending voor de beste niet-Engelstalige film voor de 96ste Oscaruitreiking en kwam in december 2023 op de shortlist. De film kreeg overwegend positieve kritieken van de filmcritici, met een score van 88% op Rotten Tomatoes, gebaseerd op 26 beoordelingen.